# Constantin Budkiewicz
Constantin Budkiewicz (Konstantīns Romualds Budkēvičs), né le 19 juin 1867 à Zubry, près de Kreslau (aujourd'hui Kraslava) et mort le 31 mars 1923 à Moscou, est un prêtre catholique, serviteur de Dieu de l'Église, dont le procès de béatification est en cours.

## Biographie
Constantin Budkiewicz naît à Zubry dans le gouvernement de Vitebsk (aujourd'hui en Lettonie) dans une famille nombreuse polonaise de la petite noblesse. Il entre à l'Académie impériale de théologie de Saint-Pétersbourg, dont il devient docteur en théologie. Il est ordonné en 1893 et devient vicaire à Pskov et à partir de 1896 à Vitebsk.
Il est vicaire de l'église Sainte-Catherine de Saint-Pétersbourg en 1903 et en devient le curé à partir de 1908, et en plus vicaire-général de Mgr Jan Cieplak à partir de 1918. Lorsque la répression s'intensifie, il commence à instruire en secret les séminaristes en 1922. 
Il est arrêté le 13 mars 1923, lors d'une grande vague d'arrestations de prêtres et de fidèles catholiques. La Guépéou craignait que les catholiques ne s'allient avec le patriarche Tikhon de Moscou. Le procès mené par Nikolaï Krylenko frappe ce dernier, Mgr Cieplak et l'archevêque uniate, Mgr Feodorov. Mgr Budkiewicz est en outre accusé d'avoir aidé Eduard von der Ropp à mettre sur pied un mouvement démocrate-chrétien.
Il est condamné à mort et fusillé quelques jours plus tard dans la nuit de Pâques, le 31 mars 1923, dans un escalier de la Loubianka.
En 2003, fut lancée la procédure de béatification.